# Kamałudin Abdułdaudow
Kamałudin Achmiedowicz Abdułdaudow (ros. Камалутдин Ахмедович Абдулдаудов, ur. 2 września 1965) – radziecki zapaśnik walczący w stylu wolnym. Srebrny medalista mistrzostw Europy w 1989. Mistrz ZSRR w 1988; drugi w 1987; trzeci w 1986 roku.